# Economia comportamentale
L'economia comportamentale (in inglese behavioral economics) è una branca interdisciplinare comune alla psicologia e all'economia, che studia l'influenza dei fattori psicologici, emotivi, culturali e sociali sulle decisioni economiche (individuali e istituzionali), con gli strumenti di cui dispongono le scienze psicologiche.

## Descrizione
Introducendo il fattore irrazionalità nelle scienze economiche, non considerato dall'economia classica.
Un esempio di fenomeno studiato nell'economia comportamentale è il cosiddetto sconto iperbolico: dati due beni di uguale valore si attribuisce un valore minore a quello che si otterrà in un futuro più lontano.